# Einar Svensson
John Einar „Stor-Klas” Svensson (Stockholm, 1894. szeptember 27. – Stockholm, 1959. március 20.) Európa-bajnok svéd jégkorongozó, olimpikon, bandyjátékos, labdarúgó, labdarúgóedző.
Először olimpián az 1920-as nyárin vett részt a svéd jégkorongcsapatban. Első mérkőzésükön, ami a negyeddöntő volt, a belga csapatot verték 8–0-ra. Az elődöntőben a franciákat verték 4–0-ra. A döntőben kikaptak a kanadaiaktól 12–1-re. A lebonyolítás érdekessége, hogy ezután nem kapták meg az ezüstérmet, hanem még játszaniuk kellett érte. Így az ezüstmérkőzésen az amerikaiaktól 7–0-ra kikaptak. Ezután már a bronzéremért kellett játszaniuk egy mérkőzést, amin a svájci csapatot verték 4–0-ra. A bronzmérkőzésen viszont kikaptak a csehszlovákoktól, és így a 4. helyen zártak.
1921-ben és 1923-ban Európa-bajnok lett.
1935 és 1944 között a Djurgårdens IF Fotboll csapat edzője volt.